# Timecode (film, 2000)
Pour les articles homonymes, voir Time-code.
Pour plus de détails, voir Fiche technique et Distribution.
Timecode est un film américain réalisé par Mike Figgis, sorti en 2000 ; il s'agit d'un film expérimental tourné sans aucune coupure. On y découvre quatre plans-séquences du même moment présentés dans le même cadre selon la technique du split screen, et décrivant les histoires parallèles d'une multitude de personnages.

## Synopsis
On suit les histoires de personnages gravitant autour des bureaux d'un studio de production. On y croise plusieurs actrices, venues faire un casting, notamment Rose, qui a été amenée par sa maîtresse, Lauren, et qui va retrouver son amant, Alex. Alex est un des co-créateurs du studio. Il est au bout du rouleau et souhaite arrêter son travail. Mais il doit cependant assister à plusieurs réunions, et rencontrer une toute jeune et prometteuse réalisatrice.

## Fiche technique
- Titre original : Time Code
- Réalisation : Mike Figgis
- Scénario : Mike Figgis
- Image : Patrick Alexander Stewart
- Décors : Charlotte Malmlöf
- Costumes : Donna Casey
- Musique : Mike Figgis, Arlen Figgis et Anthony Marinelli (en)
- Production : Mike Figgis et Annie Stewart
- Sociétés de production : Screen Gems, Red Mullet Productions
- Budget : 4,000,000 $ (est.)
- Pays d'origine :  États-Unis
- Format : Couleurs - 35 mm - 1,85:1 - Dolby Digital
- Genre : comédie dramatique en plans-séquences
- Durée : 97 minutes
- Date de sortie : 22 mars 2000, États-Unis ; 13 juin 2001, France

## Distribution
- Xander Berkeley (VF : Éric Herson-Macarel) : Evan Wantz
- Golden Brooks : Onyx Richardson
- Saffron Burrows : Emma
- Viveka Davis : Victoria Cohen
- Richard Edson : Lester Moore
- Aimee Graham : infirmière Sikh
- Salma Hayek (VF : Valérie Karsenti) : Rose
- Glenne Headly : Dava Adair, thérapeute (interprétée dans la première prise par Laurie Metcalf)
- Andrew Heckler : acteur auditionnant
- Holly Hunter : Renee Fishbine, cadre
- Danny Huston : Randy
- Daphna Kastner : actrice auditionnant
- Patrick Kearney : propriétaire de la maison de drogues
- Elizabeth Low : Penny, assistant d'Evan
- Kyle MacLachlan : Bunny Drysdale
- Mía Maestro : Ana Pauls
- Leslie Mann : Cherine
- Suzy Nakamura : Connie Ling
- Alessandro Nivola : Joey Z
- Zuleikha Robinson : assistante de Lester Moore
- Julian Sands : Quentin
- Stellan Skarsgård (VF : Jean-Yves Chatelais) : Alex Green
- Jeanne Tripplehorn : Lauren Hathaway
- Steven Weber : Darren Fetzer

## Production
Le film a été tourné le 19 novembre 1999 à partir de 15 h et durant une heure et demie, les acteurs improvisant autour de situations préétablies et minutées.
L'originalité du film réside notamment dans le travail de croisement des histoires, et donc des caméras, sans que jamais aucune équipe technique ne soit filmée par une autre (même si en étant attentif, on peut parfois distinguer la caméra d'une autre équipe à l'écran).
Les quatre plans sont présentés en continu dans un format d'image carré (contrairement aux formats standard du cinéma 4:3, 16:9, 1:1.85, cinémascope...). Le son est quant à lui mixé de manière à sélectionner les moments où l'on entendra les dialogues provenant de tel cadre, le mélange égal des quatre séquences ne permettant pas de comprendre correctement une seule des quatre histoires présentées.
Mike Figgis a renouvelé l'expérience quelques mois plus tard avec le film Hôtel.